# Brisbane City
Brisbane City – australijski zespół rugby union z siedzibą w Brisbane utworzony w 2014 roku przez Queensland Rugby Union w celu uczestniczenia w National Rugby Championship, jeden z dwóch zespołów reprezentujących stan w tych rozgrywkach.

## Historia
Rozwój rugby w Brisbane jest nierozerwalnie związany z rozwojem tego sportu w Queensland. Jeszcze przed powstaniem Northern Rugby Union, który przekształcił się w następnie w Queensland Rugby Union, kluby z Brisbane łączyły siły, by stworzyć reprezentację miasta, a pierwszy taki mecz odbył się 17 sierpnia 1878 roku. Zespół ten stawał zarówno przeciw drużynom z innych miast, jak Charters Towers czy Toowoomba, jak i reprezentacjom – Nowej Zelandii, Fidżi czy British and Irish Lions. Po ponownym założeniu Queensland Country Rugby Union w roku 1965 miasto rozgrywało coroczny pojedynek przeciwko reszcie stanu.
Drużyna powstała po ogłoszeniu utworzenia National Rugby Championship jako jedna z dziewięciu uczestniczących w inauguracyjnym sezonie rozgrywek, a za jej zorganizowanie odpowiedzialność wziął Queensland Rugby Union, by nie obarczać ryzykiem poszczególnych klubów bądź podzwiązków. Szkoleniowcem zespołu został Nick Stiles, trener formacji młyna Reds. Skład został ogłoszony 1 sierpnia 2014 roku, a kapitanem zespołu został mianowany Curtis Browning. Stiles powrócił w tej roli także na drugi sezon, a kapitanem został Liam Gill. Kapitanem w ogłoszonym 15 sierpnia 2016 roku składzie został Sam Talakai, trenerem został natomiast mianowany szkoleniowiec Sunnybank, Rod Seib. W kolejnym roku drużynę przejął trener UQ Rugby Football Club, Mick Heenan, a kapitanem został Andrew Ready.

## Stadion
Domowe mecze zespołu były rozgrywane na Ballymore Stadium, który był też bazą treningową, zaś jedno ze spotkań inauguracyjnego sezonu odbyło się na Suncorp Stadium jako wstęp do meczu o Bledisloe Cup. Wszystkie cztery spotkania kolejnych dwóch sezonów odbyły się na Ballymore, w czwartym natomiast także na stadionach lokalnych klubów z Brisbane.

## Stroje
Zawodnicy przywdziewają żółto-niebieskie stroje z herbem przedstawiającym ratusz w Brisbane w wielkiej literze Q.

## Składy

### Skład 2014
W trzydziestopięcioosobowym składzie na sezon 2014 znaleźli się prócz dziesięciu graczy Reds także zawodnicy rezerw oraz drużyn klubowych z Brisbane: Sef Fa'agase, David Feao, Phil Kite, Pettowa Paraka, Semise Talakai / James Hanson, Matt Mafi, Andrew Ready / Tim Buchanan, James Horwill, Marco Kotze, Dave McDuling, Sam Rochester / Curtis Browning, Michael Gunn, Adam Korczyk, Chazz Mahina, Jake Schatz, Brad Wilkin / Nick Frisby, Will Genia, Jack Mullins, Will Thompson / Quade Cooper, Jake McIntyre / Samu Kerevi, Ben Tapuai, Toby White / Matthew Feaunati, Chris Kuridrani, Junior Laloifi, Harry Parker, Rex Tapuai, Lachie Turner, Brando Vaʻaulu. Genia i Horwill byli przydzielonymi do zespołu aktualnymi reprezentantami kraju i ich udział w zawodach był zależny od obowiązków w kadrze.

### Skład 2015
W składzie na sezon 2015 znalazło się szesnastu graczy Reds oraz zawodnicy siedmiu z dziewięciu klubów lokalnych rozgrywek: Ryan Freeney, Feao Fotuaika, Benroy Sala, Sam Talakai, Pettowa Paraka, Markus Vanzati / Matt Mafi, Andrew Ready, Alex Casey / James Horwill, James Moore, Cadeyrn Neville, Corey Thomas, Ben Hyne / Luke Beauchamp, Liam Gill, Scott Higginbotham, Adam Korczyk, Michael Richards, Criff Tupou, Waita Setu / Nick Frisby, Will Genia, Tim Smith, Moses Sorovi / Quade Cooper, James Dalgleish, Jake McIntyre / Karmichael Hunt, Samu Kerevi, Henry Taefu, Toby White / Alex Gibbon, Patrick James, Chris Kuridrani, Junior Laloifi, James O’Connor, Mika Tela. Genia, Cooper i Horwill byli przydzielonymi do zespołu aktualnymi reprezentantami kraju i ich udział w zawodach był zależny od obowiązków w kadrze.

### Skład 2016
W składzie na sezon 2016 znalazło się szesnastu graczy z doświadczeniem z rozgrywek Super Rugby oraz przedstawiciele wszystkich dziewięciu klubów Queensland Premier Rugby: Feao Fotuaika, Tonga Ma'afu, Sam Talakai, Pettowa Paraka, Markus Vanzati / Matt Mafi, Andrew Ready / Kane Douglas, David Findlay-Henaway, Jeremiah Lynch, Brendan Mitchell, Lukhan Tui / Luke Beauchamp, Jack DeGuingand, Michael Gunn, Leroy Houston, Isi Naisarani, Tuaina Tualima, Criff Tupou / Angus Fowler, Nick Frisby, Harry Nucifora, Moses Sorovi / Jake McIntyre, Jake Strachan / Levi Aumua, Samu Kerevi, Nathan Russell, Toby White / Mitch Felsman, Alex Gibbon, Karmichael Hunt, Patrick James, Chris Kuridrani, Brad Lacey, Junior Laloifi, Jayden Ngamanu.

### Skład 2017
W składzie na sezon 2017 znalazło się osiemnastu graczy z doświadczeniem z rozgrywek Super Rugby oraz przedstawiciele wszystkich dziewięciu klubów lokalnych rozgrywek: Markus Vanzati, Sam Talakai, Laione Mulikihaamea, Salesi Manu, Feao Fotuaika / Tonga Ma’afu, Andrew Ready, Maile Ngauamo / Kane Douglas, Lukhan Tui, Daniel Gorman, Michael Richards / Adam Korczyk, Michael Gunn, Reece Hewat, Jeremiah Lynch, Mitch King, Pat Morrey, Jack De Guingand, Tuaina Tualima / Nick Frisby, Moses Sorovi, Issak Fines-Leleiwasa / Quade Cooper, James Dalgleish, AJ Alatimu / Alex Horan, Henry Taefu, Samu Kerevi / Karmichael Hunt, Maalonga Konelio, Chris Kuridrani, Jayden Ngamanu, Lachlan Maranta, Ed Fidow, Junior Laloifi.